# Seiji Yokoyama
Seiji Yokoyama (横山 菁児 Yokoyama Seiji?,  Hiroshima, Japón, 17 de marzo de 1935 - Sera, Hiroshima, Japón, 8 de julio de 2017) fue un compositor japonés de música incidental para series de televisión y radio. Yokohama es mayormente conocido por su trabajo para la serie de anime Saint Seiya, para la cual compuso casi la totalidad de la banda sonora.

## Biografía
Yokoyama nació el 17 de marzo de 1935 en la ciudad de Hiroshima, Japón. Tanto su padre como su madre eran maestros. Cuando cursaba su tercer año de escuela primaria, su padre fue transferido a la ciudad de Kure, lo que inadvertidamente salvó a la familia del bombardeo de Hiroshima ocurrido el 6 de agosto de 1945.Yokoyama más tarde afirmaría haber visto la nube de hongo producida por la bomba desde Kure.
En 1957, obtuvo el título de compositor en la escuela de música de Kunitachi, la misma escuela en donde estudió Kazuko Kawashima, la soprano que aportó su voz en varias de las melodías de Yokoyama, tales como Deucalion no Daikozui, Inside a Dream y Sad Brothers, entre otras.
Compuso para la televisión japonesa, radio y películas, haciendo su mayor aporte en las series de anime Saint Seiya y Captain Harlock. Se dedicó también a la composición de temas inspirados por su ciudad natal Hiroshima, ciudad marcada por la tragedia.
Yokoyama falleció el 8 de julio de 2017 en Sera, Hiroshima, a causa de una neumonía. Tenía 82 años.

## Estilo musical
El estilo de Yokoyama es muy particular, para sus composiciones utiliza principalmente instrumentos clásicos como el piano, los violines, violonchelos, contrabajos, el arpa, Instrumentos de viento como las trompetas, trombones, flautas, junto con instrumentos más modernos como la batería y la guitarra eléctrica, obteniendo excelentes obras musicales y un estilo totalmente único.
Sus influencias están marcadas por la música barroca, especialmente por la obra de Johann Sebastian Bach, los prerrománticos y románticos del siglo XIX y una ligera influencia de la música china; por ejemplo, Far Reaching Five Old Peaks.
Es suficiente con escuchar la música de Saint Seiya para detallar la gran calidad musical de este compositor. Música que acompaña los eventos tristes, de gloria, esperanza, de combate, misterio, etc. que se dan durante el transcurso de la serie.
Las composiciones de Yokoyama combinan armonías que en ocasiones alcanzan bastante complejidad y desarrollo melódico, así como una orquestación de gran riqueza tímbrica.
Capitán Harlock, es probablemente su obra más conocida junto a Saint Seiya. La orquestación que se presenta en el tema principal "Uchū kaizoku kyaputenhārokku" refleja con su estilo un himno de batalla, esperanza, libertad... En cambio, en el tema final "Warera No Tabidachi" se caracteriza por ser una melodía triste y melancólica que habla sobre los viajes en el espacio y temas relacionados con la nostalgia y el pasado.

## Obras musicales
Durante más de 40 años compuso aproximadamente una decena de bandas para películas, series de televisión y espectáculos, entre los que se destacan:

### Tokusatsu
- Koseidon (1978-1979)
- Megaloman (1979)
- Metalder (1987-1988)
- Winspector (1990-1991)
- Ohranger (1995-1996)

### Anime

#### Series de Televisión
- Mitsubachi Monogatari: Minashigo Hutch (1974)
- Ginguiser (1977)
- Space Pirate Captain Harlock (1978-1979)
- Armored Fleet Dairugger XV (1982-1983)
- Ikkiman (1986)
- Saint Seiya (1986-1989)
- Magical Taluluto (1990-1992)
- Merhen Ōkoku (1995)

#### Películas
- Dracula: Sovereign of the Damned (1980)
- Haguregumo (1982)
- Shōnen Miyamoto Musashi (1982)
- Future War 198X (1982)
- The Snow Country Prince (1985)
- Películas de Saint Seiya (1987-2004)
- Películas de Magical Taluluto (1991-1992)
- Sangōkushi trilogy (1992-1994)
- GeGeGe no Kitarō: Explosive Japan!! (2008)

#### OVAs
Series
- The Human Revolution (1995-2004)
- Saint Seiya: Hades (2002-2008)

Single episode
- Aoi Umi to Shōnen (1983)
- Shōnen to Sakura (1983)
- The Princess and the Moon (1984)
- Panzer World Galient: Crest of Iron (1986)
- Xanadu: The Legend of Dragon Slayer (1987)
- The Poem of Wind and Trees: Sanctus (1987)
- Rainbow Across the Pacific Ocean (1990)
- Kanta and the Deer (1990)
- Journey to Hiroshima (1994)
- The Two Princes (1996)
- Peace River (1998)
- The Himalayan Kingdom of Light (1999)
- The Prince and the White Horse (2000)
- The Prince and the Coral Sea (2000)
- The Princess of the Desert Kingdom (2001)
- The Treasures of the Desert (2002)
- The Flower and the Phoenix (2004)

## Premios

### JASRAC Award(1992)
JASRAC Sociedad Japonesa de Derechos de Autores, Compositores y Editores
| Trabajo                        | Compositor     | Editor de música         |
| ------------------------------ | -------------- | ------------------------ |
| Música de Fondo de Saint Seiya | Seiji Yokoyama | TV Asahi Music Co., Ltd. |